# Logograaf
Een logograaf was in de Klassieke oudheid een soort advocaat die tegen betaling redevoeringen en pleidooien schreef voor andere mensen, bijvoorbeeld beklaagden bij de rechtbank. Tegenwoordig zou men een logograaf een ghostwriter noemen.
De logografen waren ook de oudste geschiedschrijvers. Ze maakten Logoi (verhalen in proza). Een bekende logograaf was Hecataeus van Milete. Deze schrijver was een belangrijke bron voor Herodotus.
Andere logografen waren:
- Helanicus
- Isaeus, was actief in de 1ste helft van de 4de eeuw v.C. Hij schijnt vrijwel alleen redevoeringen voor processen over erfeniskwesties te hebben geschreven. Van hem zijn 12 logoi volledig bewaard.
- Isocrates (436-338 v.C.). Hij was naast logograaf ook pedagoog en redenaar en werkte in Athene en op Chios. Er zijn van hem 21 redevoeringen integraal bewaard.
- Lysias, die had voorgesteld een gratis rede te schrijven ten behoeve van Socrates.